# Constant d'Hane de Steenhuyse

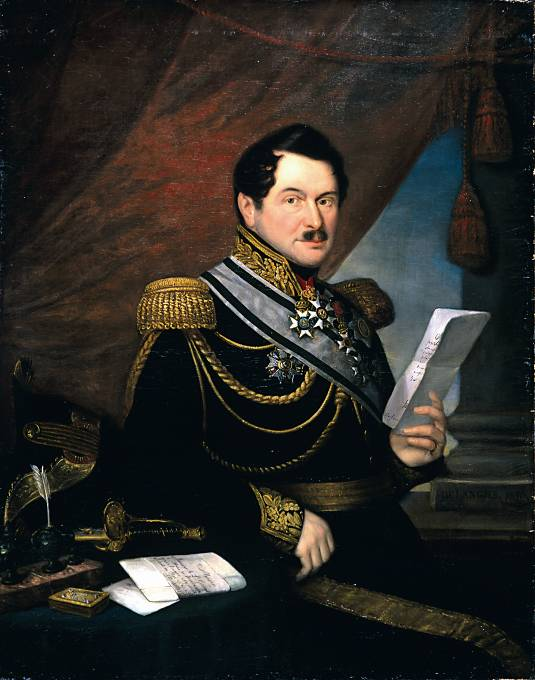
Portret uit 1836

Constant Joseph Ghislain Marie d'Hane de Steenhuyse (Gent, 15 november 1790 - Oudergem, 18 september 1850) was een Belgisch militair, die heel korte tijd minister van Oorlog was.

## Familie
Constant (ook Constantin) d'Hane de Steenhuyse behoorde tot een familie die in 1641 'voor zoveel als nodig' adelserkenning verkreeg en in 1768 door keizerin Maria Theresia begiftigd werd met de titel van graaf.
Zijn vader was graaf Jean-Baptiste d'Hane de Steenhuyse (Gent 1757-1826), laatste heer van het prinsdom Steenhuyse en zijn moeder Marie-Madeleine Rodriguez d'Evora y Vega (Gent 1760 - Leeuwergem 1842). Het echtpaar kreeg zes kinderen.

## Militaire carrière
Rond 1810 werd de jonge Constant officier bij de huzaren van het Franse leger. Hij nam deel aan de veldslagen in Rusland. Gekwetst aan de linkerarm kreeg hij ontslag uit het leger.
In 1815 vervoegde hij zich bij het leger van het Verenigd Koninkrijk der Nederlanden en nam als majoor van het 8e Regiment Huzaren, de Huzaren van Croy met het licht blauwe uniform onder luitenant-kolonel Ignace Louis Duvivier, op 18 juni 1815 deel aan de Slag bij Waterloo tegen de Fransen. Dit 8e regiment was onderdeel van de 1e Lichte Brigade onder generaal-majoor Charles Etienne de Ghigny en deze brigade zou 48.5% doden onder zijn Lichte Dragonders en Huzaren hebben. Hij bleef vervolgens actief in het leger van het Verenigd Koninkrijk der Nederlanden, in de ruiterij en bij de kurassiers.

## Belgisch koninkrijk
In 1830 sloot hij zich aan bij het Belgisch leger in vorming. Hij werd bevorderd tot luitenant-generaal en werd vleugeladjudant van regent Surlet de Chokier. Hij werd minister van Oorlog in de regering Etienne de Sauvage, de tweede en laatste regering onder het regentschap. Dit ministerschap duurde slechts van 23 maart tot 18 mei 1831.
Pas was Leopold I op de troon, of de Nederlandse troepen vielen België binnen. De minister van Oorlog Amédée de Failly werd beschuldigd van incompetentie en gedwongen tot ontslag. Tijdens de Tiendaagse Veldtocht was d'Hane ad interim minister, van 3 tot 16 augustus 1831. Hij won het vertrouwen van Leopold I en werd zijn vleugeladjudant en hoofd van zijn militair huis.

## Nageslacht
D'Hane trouwde niet maar had wel minstens twee natuurlijke kinderen.
In 1830 was hij de natuurlijke vader van Charles-François Vannes (1830-1888), zoon van Cecile Vannes. Hij bezorgde hem een goede opvoeding en in 1848, twee jaar voor zijn dood, legitimeerde hij de achttienjarige en gaf hem zijn naam (uiteraard niet de adellijke status). Charles-François d'Hane de Steenhuyse was van 1863 tot 1872 schepen van Antwerpen en van 1863 tot 1873 katholiek volksvertegenwoordiger voor het arrondissement Antwerpen. In 1885 werd hij consul-generaal van België in Manilla, waar hij overleed.
Rond 1810 moet d'Hane nog een ander kind verwekt hebben bij een dienstmeid. Volwassen geworden deed dit kind hem in 1839 een proces aan teneinde alimentatie te bekomen. Pierre-Théodore Verhaegen trad op als advocaat voor de generaal en het proces eindigde met een schikking in der minne.